# Бершадский район
Бе́ршадский райо́н (укр. Бершадський район) — упразднённая административная единица на юго-востоке Винницкой области Украины.
Административный центр — город Бершадь.

## География
Площадь — 1 286 км² (2-е место среди районов).
Основные реки — Южный Буг, Дохна.

## История
Район образован в 1920 году. 10 сентября 1959 года к Бершадскому району была присоединена часть территории упразднённого Джулинского района.

## Демография
Население района составляет 61 289 человек (1 июня 2013 года), в том числе городское население 13 142 человека (21.44 %), сельское — 48 147 человек (78.56 %).

## Административное устройство
Количество советов (рад):
- городских — 1
- сельских — 28

## Населённые пункты
Количество населённых пунктов:
- городов районного значения — 1 (Бершадь)
- посёлков городского типа — 0
- сёл — 40
- посёлков сельского типа — 4
  - с. Балановка
  - с. Бырловка
  - с. Березовка
  - с. Березки-Бершадские
  - с. Большая Киреевка
  - с. Волчок
  - с. Войтовка
  - с. Голдашевка
  - с. Глинское
  - с. Джулинка
  - с. Дьяковка
  - с. Лесничье
  - с. Луговая
  - с. Малая Киреевка
  - с. Маньковка
  - с. Михайловка
  - с. Осиевка
  - с. Пятковка
  - с. Поташна
  - с. Ставки
  - с. Серебрия
  - с. Серединка
  - с. Сумовка
  - с. Кошаренцы
  - с. Красноселка
  - с. Крушиновка
  - с. Теофиловка
  - с. Терновка
  - с. Тырловка
  - с. Устье
  - с. Флорино
  - с. Хмаровка
  - с. Чернятка
  - с. Шляховая
  - с. Шумилов
  - с. Яланец
  - с. Романовка
  - с. Кидрасовка

Всего насчитывается 45 населённых пунктов.

## Экономика
Бершадский район является одним из крупнейших культурных и промышленных центров Винницкой области.

## Уроженцы Герои Социалистического Труда
- Глущенко, Галина Евдокимовна — преподаватель и директор школ. Герой Социалистического Труда.